# Цыбущенко, Мария Григорьевна
Мария Григорьевна Цыбущенко (Цибущенко) (в замужестве — Иванова; 1872—1929) — русская артистка оперы (лирико-колоратурное сопрано), концертная певица и вокальный педагог.
Обладала сильным, подвижным, ровным во всех регистрах голосом «серебристого» тембра и широкого диапазона, хорошей вокальной школой.

## Биография
Родилась в 1872 году в Полтавской губернии.
В 1889—1893 годах обучалась пению в Московской консерватории (класс С. Сонки, до 1891 года), по окончании которой выступала в Вильно (ныне Вильнюс) и Минске.
В 1894—1912 годах — солистка московского Большого театра (дебютировала в партии Антониды — «Жизнь за царя» М. Глинки).
С 1901 года выступала в концертах Кружка любителей русской музыки, в которых исполняла романсы М. Мусоргского, М. Балакирева, Ц. Кюи, Н. Римского-Корсакова, П. Чайковского, А. Аренского, А. Гречанинова, А. Глазунова, А. Гольденвейзера, Ф. М. Блуменфельда. В концертах исполняла также произведения зарубежных композиторов, русские и украинские народные песни.
С 1919 года преподавала в во "Второй московской государственной музыкальной школе"
В 1920—1929 годах преподавала в Московской консерватории (с 1926 года — доцент) и Музыкальном училище им. Гнесиных (1928—1931). Среди её учениц — Н. Иванова, З. Муратова, С. Садыкова, В. Сазонова, М. Черемская.
Записывалась на грампластинки (записи сделаны фирмой «Бека Рекорд»; последние две записи хранятся в фондах РГАФ — Российский государственный архив фонодокументов):
- «Ave Maria» Люцци;
- Трио из оперы «Жизнь за царя» М. Глинки (в ансамбле с Н. А. Ростовским и В. Р. Петровым);
- Романс «Ночевала тучка золотая» А. С. Даргомыжского (в переложении для трио, в ансамбле с Н. А. Ростовским и В. Р. Петровым).

Умерла в 1929 году (в некоторых источниках в 1931) в Москве.